# Agriades olympica
Agriades olympica är en fjärilsart som beskrevs av Lederer 1852. Agriades olympica ingår i släktet Agriades och familjen juvelvingar. Inga underarter finns listade i Catalogue of Life.